# 山崎猛 (彫刻家)
山崎 猛（やまざき たけし、1930年（昭和5年）3月5日 - 1998年（平成10年）8月3日）は、茨城県高萩市出身の彫刻家。茨城大学名誉教授。美術団体「一陽会」の常任委員も勤めた。

## 来歴
茨城県立日立第一高等学校、茨城大学教育学部美術科を卒業。
1971年にローマへ留学。蝋型によるブロンズ鋳造の技法を学ぶ。
初期の名作「通りゃんせの像」（1960年）は、北茨城市磯原の二ツ島公園に設置されている。また、1966年に旧・茨城県章のデザイン補正を行ったほか、高萩市制20周年記念の彫刻「愛の賛歌」（1974年）、水戸市制100周年記念の彫刻「常陸山」（1989年）などを制作。 
特に生地である茨城県高萩市内には、市内各所に彼のブロンズ像約35点、石膏原型10点が設置されている。

### 略年譜
- 1930年（昭和5年） 高萩市秋山に生まれる。
- 1942年 12歳 高萩市立秋山小学校卒業。
- 1954年 24歳 茨城大学教育学部美術科を卒業し、高萩中学校教師。
- 1960年 30歳 秋山中学校へ教師。「通りゃんせの像」を北茨城市二ツ島公園に制作。
- 1963年 33歳 秋山中学校を退職し、茨城大学教育学部助手となる。翌年東海村へ。
- 1966年 36歳 茨城県章（旧）のデザイン補正。
- 1971年 41歳 イタリア政府奨学金留学生としてローマ留学。ペリクレ・ファッツーニ教授に師事し、蝋形手法学ぶ。
- 1974年 44歳 高萩市制20周年記念の「愛の賛歌」を制作。
- 1978年 48歳 茨城大学教授となる。
- 1989年 59歳 水戸市制100周年記念の「常陸山」を制作
- 1995年 65歳 茨城大学名誉教授となる。
- 1998年 68歳 没

## 受賞歴
- 1979年、第25回 一陽展でオペリスク賞を受賞。
- 1984年、第3回 高村光太郎大賞展で美ヶ原高原美術館賞を受賞。
- 1986年、第1回 ロダン大賞展で特別優秀賞を受賞。
- 1987年、第2回 現代日本具象彫刻展で大賞を受賞。
- 1988年、第2回 ロダン大賞展で優秀賞を受賞。
- 1996年、第32回 天心記念茨城賞を受賞。

## 著作
- 蝋型ブロンズ その技法と教材化（茨城新聞社）